# 岩手富士祐一
岩手富士 祐一（いわてふじ ゆういち、1963年8月9日 - 2020年12月18日）は、朝日山部屋に所属した元力士。本名は鈴木 祐一(すずき ゆういち)、岩手県江刺市（現・奥州市）出身、神奈川県川崎市育ち。身長185cm、体重133kg。最高位は東十両6枚目（1988年11月場所）。得意手は左四つ、寄り。

## 経歴
川崎市内の中学校を卒業後、朝日山部屋へ入門し、1979年3月場所で初土俵。初土俵から2年程で幕下へ昇進するが、幕下上位で壁に当たり苦戦した。1985年3月場所から四股名を「岩手富士」へ改名してからは順調に番付を上げ、1986年1月場所で十両に昇進する。なお、17代朝日山(元小結・若二瀬)が朝日山部屋を継承してから、初めて誕生した関取であった。以後十両を計14場所務め、そのうち3場所で二桁勝利を挙げるなど入幕を期待されたが、1989年5月場所を最後に翌場所から幕下に陥落。2場所連続で休場した1991年9月場所限りで廃業した。廃業後は、運送業などに従事していた。
2020年12月18日1時30分、敗血症のため千葉県内の病院で死去。57歳没。

## 主な成績
- 通算成績：325勝298敗14休 勝率.522
- 十両成績：93勝117敗 勝率.443
- 現役在位：76場所
- 十両在位：14場所

### 場所別成績
| | 一月場所 初場所（東京） | 三月場所 春場所（大阪） | 五月場所 夏場所（東京） | 七月場所 名古屋場所（愛知） | 九月場所 秋場所（東京）  | 十一月場所 九州場所（福岡） |
| --- | ----------------------- | ----------------------- | ----------------------- | --------------------------- | ------------------------ | --------------------------- |
| 1979年 （昭和54年） | x                       | （前相撲）              | 西序ノ口16枚目 4–3      | 西序二段95枚目 4–3          | 東序二段75枚目 5–2       | 東序二段43枚目 5–2          |
| 1980年 （昭和55年） | 西序二段5枚目 3–4       | 西序二段18枚目 4–3      | 西序二段3枚目 4–3       | 西三段目82枚目 5–2          | 西三段目50枚目 5–2       | 東三段目25枚目 4–3          |
| 1981年 （昭和56年） | 東三段目8枚目 3–4       | 西三段目18枚目 2–5      | 東三段目39枚目 4–3      | 西三段目25枚目 4–3          | 西三段目15枚目 6–1       | 西幕下39枚目 3–4            |
| 1982年 （昭和57年） | 東幕下49枚目 3–4        | 西幕下60枚目 4–3        | 西幕下50枚目 3–4        | 東三段目7枚目 6–1           | 東幕下32枚目 5–2         | 西幕下17枚目 5–2            |
| 1983年 （昭和58年） | 西幕下7枚目 2–5         | 東幕下24枚目 4–3        | 東幕下18枚目 3–4        | 西幕下25枚目 6–1            | 東幕下5枚目 4–3          | 東幕下3枚目 2–5             |
| 1984年 （昭和59年） | 西幕下16枚目 4–3        | 西幕下12枚目 4–3        | 東幕下7枚目 3–4         | 西幕下11枚目 4–3            | 西幕下8枚目 4–3          | 西幕下5枚目 3–4             |
| 1985年 （昭和60年） | 西幕下11枚目 3–4        | 東幕下22枚目 5–2        | 東幕下10枚目 5–2        | 東幕下4枚目 4–3             | 東幕下2枚目 4–3          | 東幕下2枚目 4–3             |
| 1986年 （昭和61年） | 東十両13枚目 5–10       | 東幕下6枚目 4–3         | 西幕下4枚目 3–4         | 西幕下9枚目 5–2             | 西幕下筆頭 5–2           | 西十両12枚目 8–7            |
| 1987年 （昭和62年） | 東十両11枚目 3–12       | 西幕下7枚目 6–1         | 東幕下筆頭 4–3          | 東十両13枚目 10–5           | 東十両8枚目 6–9          | 西十両10枚目 7–8            |
| 1988年 （昭和63年） | 東十両12枚目 4–11       | 西幕下5枚目 6–1         | 東十両13枚目 9–6        | 東十両10枚目 6–9            | 東十両13枚目 10–5        | 東十両6枚目 5–10            |
| 1989年 （平成元年） | 西十両12枚目 10–5       | 東十両7枚目 6–9         | 西十両12枚目 4–11       | 東幕下9枚目 4–3             | 西幕下4枚目 2–5          | 西幕下18枚目 0–7            |
| 1990年 （平成2年） | 東幕下53枚目 6–1        | 東幕下27枚目 4–3        | 東幕下16枚目 3–4        | 西幕下24枚目 3–4            | 西幕下30枚目 5–2         | 西幕下14枚目 5–2            |
| 1991年 （平成3年） | 西幕下5枚目 1–6         | 東幕下26枚目 2–5        | 西幕下47枚目 5–2        | 西幕下27枚目 休場 0–0–7     | 東三段目8枚目 引退 0–0–7 | x                           |
| 各欄の数字は、「勝ち-負け-休場」を示す。 優勝 引退 休場 十両 幕下 三賞：敢=敢闘賞、殊=殊勲賞、技=技能賞 その他：★=金星 番付階級：幕内 - 十両 - 幕下 - 三段目 - 序二段 - 序ノ口 幕内序列：横綱 - 大関 - 関脇 - 小結 - 前頭（「#数字」は各位内の序列） |                         |                         |                         |                             |                          |                             |

## 改名歴
- 二瀬風 祐一（ふたせかぜ ゆういち）1979年5月場所 - 1985年1月場所
- 岩手富士 祐一（いわてふじ ゆういち）1985年3月場所 - 1991年9月場所